# Peter Willebeeck

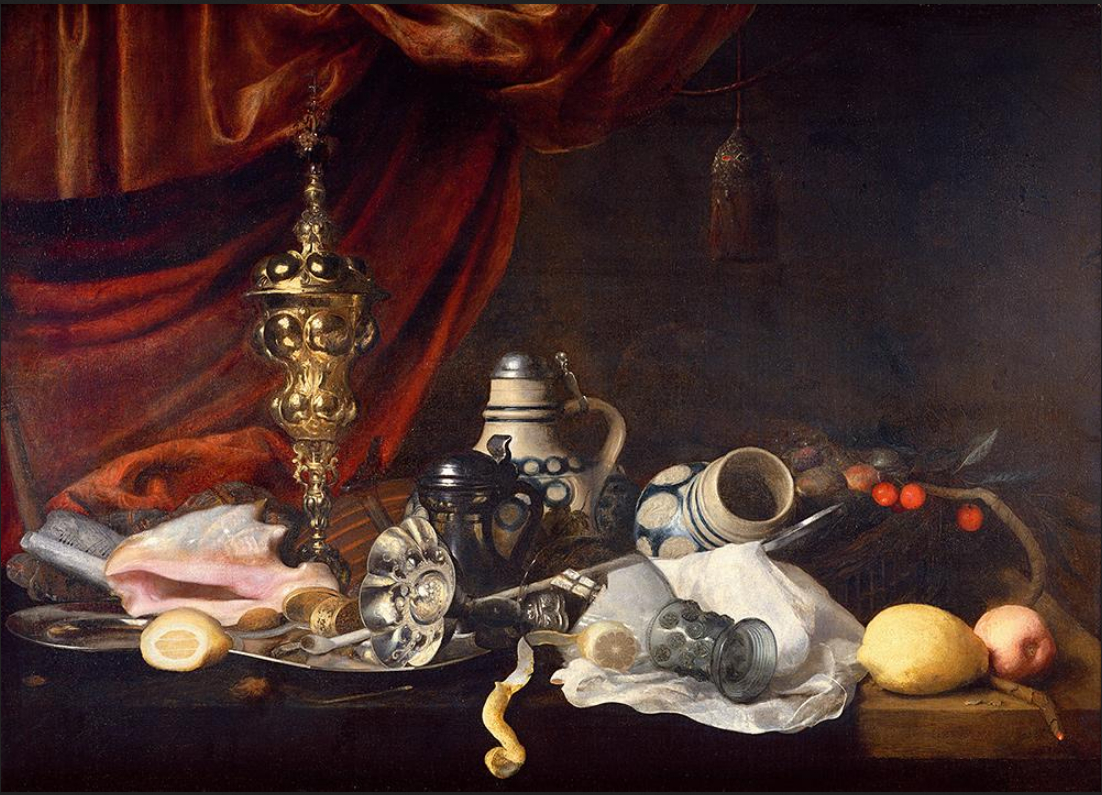
Vanitas (Museum Nicolaas Rockox - Het Rockoxhuis)

Peter Willebeeck (Antwerpen, 1625 - na 1648) was een Vlaams kunstschilder. Hij was actief tussen 1632 en 1648.
Hij was de zoon van Peeter Willebeeck (I), koopmansbode, en de broer van Balthasar Willebeeck, kunstschilder.
Peter Willebeeck begon zijn opleiding als schilder in Antwerpen, waar hij 1632/1633 als leerling werd ingeschreven bij het Sint-Lucasgilde. Peter Willebeeck was een leerling van Eduard Snayers (1632) en Jan Lievens (1640), en werd beïnvloed door de werken van Jan Davidsz. de Heem, een van de meest vooraanstaande Nederlandse stillevenschilders. Tussen 18 september 1647 en 18 september 1648 werd hij meester in het gilde. 
Willebeeck specialiseerde zich in pronk- en fruitstillevens. Hij schilderde ook vanitas, symbolische stillevens die verwijzen naar de vergankelijkheid van het leven. 
Willebeeck leerde Pieter Cosijn (1648) het vak. Hij heeft ook samengewerkt met Erasmus Quellinus II aan een gezamenlijk schilderij, een vrouwenbuste in een gebeeldhouwde cartouche met vruchten versierd.
- RKD-Nederlands Instituut voor Kunstgeschiedenis: 84591
- Union List of Artist Names: 500014621
- Virtual International Authority File: 95770668